# Milichiella tiefii
Milichiella tiefii är en tvåvingeart som beskrevs av Josef Mik 1887. 
Arten tillhör släktet Milichiella och familjen sprickflugor. Inom Milichiella tillhör arten gruppen argentea. Arten förekommer i Sverige.